# Казимирово (Осиповичский район)
Казими́ро́во (бел. Казімі́рава, Казіміро́ва) — деревня в составе Гродзянского сельсовета Осиповичского района Могилёвской области Белоруссии.

## Этимология
Топоним «Казимирово» является названием, образованным от имени Казимир или от производной от него фамилии.

## Географическое положение
Казимирово расположено в 30 км на север от Осиповичей и в 5 км от ж/д станции Гродзянка (на линии Гродзянка — Верейцы), в 140 км от Могилёва. Граница с лесом проходит по северо-восточному краю деревни. Транспортные связи осуществляются по дорогу Осиповичи — Свислочь. Линейную планировку составляет одна улица, по обеим сторонам застроенная деревянными домами усадебного типа.

## История
В 1907 году Казимирово представляло собой застенок и относилось к Погорельской волости Игуменского уезда Минской губернии. Школа была открыта в 1912 году. 15 июня 1923 года в деревне было создано сельскохозяйственное товарищество «Трудовик». В 1925 году в местной школе обучалось уже 39 учеников. В 1930 году здесь был создан колхоз «Октябрь»; кроме того, имелась свою кузница.
Во время Великой Отечественной войны в Казимирово партизаны разместили заставу; за время войны были сожжены 28 дворов. На фронте погибло 10 жителей.
На деревенском кладбище размещается могила Василия Тихоновича Шумилова, партизана 210-го отдельного отряда Кличевского оперативного центра, погибшего в августе 1942 года в бою с фашистскими захватчиками. В 1970 году на могиле установили обелиск.

## Население
- 1907 год — 37 человек, 10 дворов[1]
- 1917 год — 116 человек, 18 дворов[1]
- 1926 год — 15 человек, 2 двора (хутор), 180 человек, 18 дворов (околица)[1]
- 1940 год — 33 двора[1]
- 1959 год — 109 человек[1]
- 1970 год — 56 человек[1]
- 1986 год — 19 человек, 12 хозяйств[1]
- 2002 год — 4 человека, 4 хозяйства[1]
- 2007 год — 2 человека, 2 хозяйства[1]

## Комментарии
1. ↑  Варианты названия и ударение даны по: Назвы населеных пунктаў Рэспублікі Беларусь: Магілёўская вобласць: нарматыўны даведнік / І. А. Гапоненка і інш.; пад рэд. В. П. Лемцюговай. — Минск: Тэхналогія, 2007. — С. 60—61. — 406 с. — ISBN 978-985-458-159-0.